# 仙台 - 山形線
仙台 - 山形線（せんだい - やまがたせん）は、宮城交通・山交バスが運行する、宮城県仙台市青葉区と山形県山形市を結ぶ高速バスである。

## 概要
宮城県の県庁所在地である仙台と山形県の県庁所在地である山形とを結んでいる。
通勤・通学での利用が多く、2019年（平成31年／令和元年）度の輸送人員は年間およそ170万人にのぼり、朝ラッシュの午前7時前後には最短4分間隔で運行している。また、山交バスの乗合バス事業での売上の約2割は当路線が占めている。
2018年頃から山交バス、そして2019年から宮城交通バスにそれぞれWi-Fiサービスが開始された。2012年3月まで、山交バス運行の平日9往復（朝・昼・夜3往復ずつ）、土日祝6往復にレディースシート指定席があった。

### 運行経路
県庁市役所前 - 仙台駅前 - 広瀬通一番町 - <仙台西道路 - 仙台宮城IC - 東北自動車道 - 村田JCT - 山形自動車道 - 山形蔵王IC -  国道286号> - 山形県庁前 - <県道十日町山形線 - 県道山形停車場線> - 南高前 - 山交ビル・山形駅前
- 山形市内は両方向とも山交ビル→山形駅前の順に停車。

### 運行回数
2025年4月1日現在、1日平日74往復、土日祝62.5往復（山形→仙台63本、仙台→山形62本）。日中は毎時3 - 4本程度であるが、平日朝6時30分から朝7時30分にかけての山形発は11本運行される（最短5分間隔）。
- 山形からの利用者に配慮し、平日朝の山形発、土日祝夕方の仙台発の便が多い。
- 元日は9時から22時まで概ね30分～1時間間隔の1日26往復の運行となる[6]。

- 仙台 - 上山線を加えると、山形県庁前からは平日88往復、土日祝73往復利用できる[6]。仙台 - 上山線は、山形市内では山形県庁前と小立一丁目、芸術工科大学前、大学病院口（2021年10月1日新設）に停車する。

#### クローズドドアシステム
当路線では以下のように仙台発と山形発の便で乗降制限が異なる。
仙台発の便では山形市内において山交バス便で山交バスの一般定期券が利用可能。
|        | 仙台市内 |   | 山形市内 |
| ------ | -------- | - | -------- |
| 仙台発 | 乗車のみ | → | 乗降可能 |
| 山形発 | 降車のみ | ← | 乗車のみ |

運行開始当初は、川崎町内のバス停では宮城交通便のみが客扱いを行い、山形交通便は通過していた一方で、山形市内の滑川住宅前停留所では、山形交通便のみが客扱いを行い、宮城交通便は通過していた。これは高速道路経由に変更されるまで続いていた。また、9往復に増便される際、宮交は5往復、山交は4往復を担当していた。しかし、14往復に増便される際に両会社とも同数の7往復の担当になっている。
その後高速道路経由になってからは宮城交通・山交バスともに等しくクローズドドアシステムを採用し、特定の区間内のみの乗車は不可とされた。2004年（平成16年）以降はクローズドドアシステムが一部緩和され、山形県庁前と南高前の2つのバス停で山形駅方面の片方向のみ乗降可能とした。山交バスの山形市内線は赤字が原因で路線廃止と減便が続き年々利便性が低下しているが、高速バスの山形市内区間を活用することによって、わずかな経費で山形市内利用者の利便性を高めることができた。山形県庁前→南高前→山形駅前の一般路線バスは平日23本しかないが、同じ区間を走る仙台からの高速バスは平日80本ある。なお、仙台方面行と、当路線の仙台市内区間はクローズドドアシステムの長所の方が勝っているため緩和されていない。

### 担当営業所
- 山交バス
  - 山形営業所[11]
  - 上山営業所[12]
  - 仙台営業所[13]
- 宮城交通　
  - 仙台南営業所[14]
  - 山形営業所[14]

以前は山交バスの子会社「山形高速バス」も運行を担当していたが、山交バスに統合された。
山交バスの仙台側の休憩所は、同社仙台営業所と宮城交通北根車庫。宮城交通の山形側の休憩所は山交バス山形営業所。

## 運賃
2025年4月1日現在。
- 大人片道：1,100円
- 回数券（2枚つづり）：2,100円（1回あたり1,050円）
- 回数券（6枚つづり）：6,000円（1回あたり1,000円）
回数券はバス車内や宮交仙台高速バスセンター、山交バス窓口で購入できる[6]。
- 通勤定期券：39,600円（1か月）、112,900円（3か月）、225,800円（6か月、icsca定期券のみ発行）
- 通学定期券：29,700円（1か月）、84,600円（3か月）、169,200円（6か月、icsca定期券のみ発行）

### ICカード
2015年（平成27年）12月6日、宮城交通に交通系ICカード「icsca」および「icsca定期券」が導入され、「Suica」や「PASMO」などの交通系ICカードとの相互利用が可能になった。山交バス便では運賃の支払いに「icsca」を使用できないが、「icsca定期券」に限り乗務員に提示することで利用可能。なお、山形県側での「icsca」取扱窓口は宮城交通山形営業所のみとなり、山交バス窓口では「icsca」に関わる業務は行わない。
2022年（令和4年）5月14日以降、山交バスで地域連携ICカード「cherica」が導入され、山交バス・宮城交通共にICカードの利用が可能になった。山交バスでは導入後もこれまで通りタッチでの「icsca」の利用はできない。宮城交通便での「cherica」の利用は可能。また、「yamako cherica」の定期券発行は行われない。
〇：発行・利用共に可，●：利用可，×：利用不可
|                                         |        | 宮城交通 | 山交バス |
| --------------------------------------- | ------ | -------- | -------- |
| 「icsca」                               | SF利用 | 〇       | ×        |
| 「icsca」                               | 定期券 | 〇       | ●        |
| 「cherica」                             | SF利用 | ●        | 〇       |
| 「cherica」                             | 定期券 | 発売なし | 発売なし |
| 他相互利用ICカード 「Suica」「PASMO」等 | SF利用 | ●        | ●        |
| 他相互利用ICカード 「Suica」「PASMO」等 | 定期券 | 発売なし | 発売なし |

## 歴史

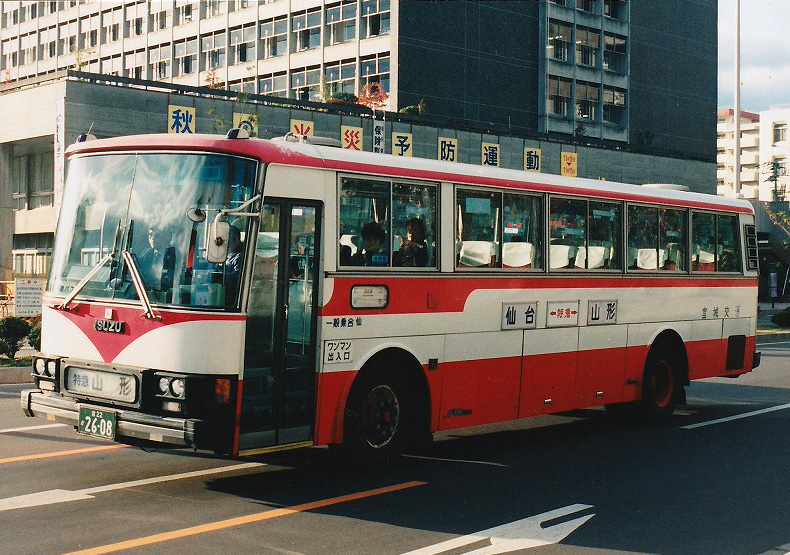
運行開始からしばらくは一般路線タイプの車両で運行された（宮城交通便）

仙台と山形を結ぶ都市間バスは、山形自動車道の開通前から笹谷トンネル経由の特急バスとして運行が行われてきた。

### バスによる仙山連絡
仙山西線（羽前千歳 - 山寺間）が開通する3日前である1933年（昭和8年）10月14日、山形交通自動車商会が関山街道（作並街道）経由で作並温泉までのバスの運行を開始した。作並温泉にて、1920年（大正9年）から運行を開始していた仙台と作並温泉の間のバスに乗り換えることで、バスによる仙山連絡が可能となった。

### 規制緩和と三つ巴の旅客争奪戦
2000年前後から、仙台市と福島市との間の旅客運輸で、既存高速バス共同運行グループ、JR東日本、そして規制緩和に伴う新規参入の富士交通（のちの帝産富士交通）の3者による三つ巴の旅客争奪戦が繰り広げられた。
2003年（平成15年）12月、仙台 - 福島で富士交通が桜交通と共同運行を開始すると、輸送力に余裕の出た富士交通が、仙台 - 山形間でも2004年（平成16年）2月から運行開始すると表明。対抗して既存共同運行グループが2004年（平成16年）1月から大幅増便し、JR仙山線を含めた3者による熾烈な運賃値下げ・増便競争が仙台 - 山形間でも始まった。
この2路線の旅客争奪戦により東北地方の陸上交通は再編され、仙台を中心とした高速バス路線網が整備されて仙台の商圏が拡大し、広瀬通一番町バス停があるぶらんどーむ一番町はブランド街化が進んだ。
両路線での消耗戦により、富士交通が同年8月23日に民事再生法の適用を申請、同年11月9日を最後に仙台 - 山形間の運行から撤退した。それに伴い仙台 - 福島間では最盛期の半分以下の便数にまで落ち込んだが、仙台 - 山形間は既存共同運行グループによる増便が推し進められ、現在では旅客争奪戦が繰り広げられた時代よりも多くの便数が設定されている。
既存共同運行グループでは定期券も販売されており、通勤・通学路線、ショッピング・観光路線として仙山線の利用客を奪い、仙山線は仙台駅 - 愛子駅間の近郊輸送主体のダイヤとなった。

### 東北地方太平洋沖地震
2011年（平成23年）3月11日当日、東北地方太平洋沖地震の影響により山形自動車道が通行止めになった。当日高速道路内にいた山交バス便は、無線で安全を確認した上で一般道路経由で山形へと戻った。 翌3月12日、新幹線も高速道路も不通のため、仙台で山形への避難する人々の1,000人ほどの行列ができた。そのため、一般道路で運行を再開した。
山形と各地を結ぶ航空路線、都市間高速バスのうち、最も遅い時間まで運行されるのが当路線であり、21時以降に山形に到着した場合山形から先の接続交通がなく、山形以遠へは山形に宿泊する必要があった。また当時、山形市周辺の宿泊施設は停電や燃料不足などで利用可能な施設が限られており、利用可能な所についてもほぼ満室状態となっていた。このため、3月13日から3月20日までの間、山形からの交通手段のなくなる時間帯の便に「山形県庁前」バス停から山形県の職員が乗車し、利用可能な公共交通や一時宿泊施設の案内の配布、車内放送での一時宿泊施設への移動手段の情報提供を行った。
また、仙台空港が使用不可能になったことにより代替ルートとして山形空港の航空便の臨時便が大幅に増え， 仙台から山形空港への需要も高まったことから、山形空港ライナーとの接続待ちも行なった。
3月13日からは17往復を運行。3月15日以降は逆に宮城へ戻る人が増加した。需要の極端に高まった当路線へ車両を集中させたため、当路線は比較的早期から運行本数が震災前の水準かそれ以上運行され、3月28日以降は概ね平常通りの運行に戻った。また、仙台は被害で宿泊施設がなく、山形県内に宿泊していたため震災の復旧工事に携わる人の輸送のための貸し切りバスも運行も行われた。

### 年表
- 1952年（昭和27年）9月10日： 山形交通が国道48号 - 関山峠 - 天童市経由で仙台 - 山形線を運行開始（当初は仙台市営バスと共同運行の予定、仙台市側に認可下りず山交単独運行となる）[30]。
- 1981年（昭和56年）12月8日： 国道286号 - 川崎町内 - 笹谷トンネルを経由する特急バスを山形交通・宮城交通の共同運行で1日4往復設定[31][32]。所要時間1時間30分。運賃は片道960円。
- 19xx年 - 関山峠経由の仙台 - 山形線を天童までに路線短縮。
※後年、関山峠経由の路線は特急48ライナー・48チェリーライナーとしてリニューアルされる。
- 1983年（昭和58年）4月1日： 1日9往復に増便。運賃を片道1,000円に改定。
- 1985年（昭和60年）3月14日： 東北新幹線の上野駅 - 大宮駅間の開業に合わせ、1日14往復に増便[8][32][9]。運賃を片道1,100円に改定。
- 1987年（昭和62年）4月1日： 1日10往復に減便。運賃を片道1,150円に改定。
- 198x年 - 山形交通が山形市内の南高前と滑川住宅にも停車（宮城交通は通過）。
- 1989年（平成元年）
  - 4月1日： 消費税法施行に伴い運賃を片道1,180円に改定[33]。
  - 12月22日： 東北自動車道仙台宮城IC - 山形自動車道宮城川崎ICの高速道路利用開始。広瀬通一番町に停車。所要時間（仙台駅前 - 山交ビル間。以下同じ）を1時間15分に短縮。
- 199x年： 山形自動車道の開通に伴い仙台駅前 - 川崎町内の停留所を廃止。代わりに北仙台 - 川崎に快速バスを設定。
- 1990年（平成2年）10月5日： 山形自動車道の延伸により笹谷ICまで高速道路利用となる[32]。所要時間を1時間5分に短縮。運賃を片道1,000円に改定。
- 1991年（平成3年）8月1日： 山形自動車道の延伸により、笹谷トンネルが山形道に編入され、山形蔵王ICまで高速道路利用となる[32]。これに伴い滑川住宅停留所は廃止。所要時間を1時間に短縮。
- 1992年（平成4年）3月10日： 1日12往復に増便[34]。南高前に宮城交通も停車開始。この頃より車両を観光バス仕様に変更[注釈 5]。
- 1993年（平成5年）
  - 3月10日： 1日18往復（うち2往復は仙台 - 米沢線）に増便[35]。
  - 12月1日： 1日26往復に増便（仙台 - 米沢線は休止）[36]。
- 1996年（平成8年）4月1日： 1日30往復に増便[32][37]。運賃改訂（往復1,700円→1,800円、6枚綴回数券5,000円→5,200円に。片道は据え置き）。共通定期券（通勤・通学）の発売を開始。
- 1999年（平成11年）3月10日： 1日32往復に増便。
- 2001年（平成13年）
  - 2月： 改正道路運送法施行により、高速バス事業に規制緩和がなされる。
  - 4月2日： 1日40往復に増便[32]。
- 2004年（平成16年）
  - 1月28日： 平日60往復、土日祝50往復に増便[32][38]。
  - 2月7日： 富士交通が参入（1日15往復）[39]。運賃は片道800円、往復1,500円[21]。これにより、値下げ・増便競争がはじまる。
  - 5月15日： 富士交通が運賃改定。回数券（5枚3,500円）・通学回数券（10枚4,500円）を設定[40]。
  - 7月24日： 富士交通が運賃改定。片道750円、往復1,400円、回数券（5枚）3,000円に[41]。
  - 7月30日： 富士交通が時刻改正。仙台方始発・終着地を県庁市役所前から仙台駅東口バスプールに変更。
  - 8月16日： 宮城交通・山交バスが片道750円に、回数券2枚1,400円、6枚3,600円にそれぞれ値下げ[42]。
  - 8月24日： 宮城交通・山交バスが平日62往復、土日祝52往復に増便[43]。
  - 8月：宮城交通・山交バス、 クローズドドアシステムを一部緩和し山形県庁前と南高前の2つのバス停で山形駅方面の片方向のみ乗降可能とした。
  - 10月1日： 富士交通が1日12往復に減便[44]。
  - 11月10日： 富士交通の高速バスが廃止（撤退）[23]。
- 2005年（平成17年）
  - 1月27日： 平日68往復、土日祝61往復にそれぞれ増便[45]。
  - 3月28日： 北仙台 - 川崎の快速バスを廃止。仙台市と川崎町を結ぶバスは仙台駅 - 川崎 - 野上かみに統一。
  - 10月1日： 平日70往復、土日祝64往復にそれぞれ増便[46]。山形営業所が、宮交観光サービスから再び宮城交通直轄となったため、全日の山形発初便、土日祝の山形発2便が宮城交通担当便となる。
  - 12月16日： 原油価格高騰などのため、運賃改定。片道750円から800円に、回数券2枚1,500円、6枚4,200円となる。
- 2006年（平成18年）7月：「高速バスロケーションシステ厶」を導入[47]。
- 2007年（平成19年）
  - 1月30日： 原油価格高騰などのため、運賃改定。片道800円から900円に、回数券2枚1,600円、6枚4,600円となる。定期券も値上げ[48]。
  - 4月1日： 平日72往復、土日祝66往復にそれぞれ増便[49]。
- 2008年（平成20年）3月1日： 一部の便（平日40往復、土日祝36.5往復）が山形駅前バスプールに乗り入れ開始。
- 2009年（平成21年）4月1日： 平日76往復に増便。
- 2011年（平成23年）
  - 3月11日： 東北地方太平洋沖地震の影響により運休[25]。
  - 3月12日： 一般道路経由で臨時ダイヤでの運行を再開。4.5往復運行[28]。
  - 3月13日： 13往復に増便[28]。
  - 3月14日： 17往復に増便[28]。
  - 3月19日： 66往復に増便[28]。
  - 3月28日： 概ね平常通りの運行本数に戻る[28]。
  - 7月10日：「高速バスロケーションシステ厶」のサービスを終了[47]。
- 2012年（平成24年）
  - 4月1日：山形駅前経由を増便。仙台行の山形センタービル前停留所の廃止。レディースシートを廃止[5]。
  - 12月17日： 山形県庁前の山形行の停車場所が県庁前待合所から国道286号上の停留所に、仙台駅前の仙台行の停車場所が33番（さくら野百貨店前）から30番（あおば通駅前）にそれぞれ変更。あわせて仙台駅周辺の運行経路も一部変更[50]。
- 2013年（平成25年）4月1日：全便が山形駅前に停車するようになる[51]。
- 2014年（平成26年）4月1日：平日80往復に増便[32][52]。運賃改定[52][53]。片道930円、回数券2枚1,650円、6枚4,700円となる。定期券も値上げ。
- 2015年（平成27年）12月6日：宮城交通便において、ICカード乗車券「icsca」および「icsca定期券」を導入[32][16]。
- 2016年（平成28年）3月26日：宮城交通便において、SuicaなどのICカードとの相互利用を開始[54]。
- 2017年（平成29年）4月1日：ダイヤ改正に伴い山形発の朝6時台から朝7時台にかけて運行ペースが最短5分おきから4分おきに変更された。ただし運行本数には変化はない[55]。
- 2018年（平成30年）11月1日：山交バス便でWi-Fiサービスを順次開始[3]。
- 2019年（平成31年／令和元年）
  - 1月28日：宮城交通便でWi-Fiサービス開始[4]。
  - 10月1日：消費税増税等に伴う運賃改定[56][57][58]。片道950円、回数券2枚1,700円、6枚4,800円となる。定期券も値上げ。
- 2020年（令和2年）
  - 4月1日：山形駅前を20:10以降に出発する便が仙台駅前止となる[59]。
  - 4月16日：新型コロナウイルス感染拡大の影響により、3往復を運休[60][61]。
  - 4月25日：土休日の運休を拡大[62]。
  - 5月7日：平日22往復を運休[63]。
  - 6月8日：平日2往復の運行を再開[64]。
  - 6月22日：平日2往復の運行を再開[65]。
  - 7月6日：平日4往復の運行を再開[66]。
  - 7月23日：土休日6往復の運行を再開[67]。
  - 10月1日：平日2往復の運行を再開[68]。
  - 10月19日：平日3往復の運行を再開[69]。
  - 11月2日：平日3往復の運行を再開[70]。
  - 12月5日：土休日4往復の運行を再開[71]。
- 2021年（令和3年）
  - 2月6日：平日4往復、土休日4.5往復を運休[72]。
  - 4月1日：運賃改定[73][74]。
  - 4月10日：ダイヤ改定、土休日2往復減便[75][76]。
  - 8月30日：平日5往復を運休[77][78]。
  - 10月1日：平日5往復の運行を再開[79]。
  - 10月16日：土休日5往復の運行を再開[80]。
  - 11月27日：平日3往復、土休日2往復の運行を再開[81]。
  - 12月25日：土休日2往復の運行を再開[82][83]。
- 2022年（令和4年）
  - 1月11日：平日2往復の運行を再開[84][85]。
  - 2月1日：平日・土休日各4往復を運休[86]。
  - 3月19日：ダイヤ改正に伴い土休日の運休便を変更[87]。追加で土休日2往復を運休。
  - 4月29日：平日1往復、土休日3往復の運行を再開[88]。
  - 5月14日：山交バス便において地域連携ICカード「cherica」導入[17]。
  - 7月11日：平日1往復、土休日3往復の運行を再開[89]。
  - 8月8日：平日2往復、土休日4往復を運休[90]。
  - 8月26日：平日4往復、土休日1往復を運休[91][92]。
  - 9月26日：平日2往復の運行を再開[93][94]。
  - 10月3日：平日2往復の運行を再開[93][94]。
  - 12月3日：土休日4往復の運行を再開[95]。
- 2023年（令和5年）
  - 2月10日：この日から同年2月28日まで、平日4往復、土休日1往復を運休[96]。
  - 5月20日：平日・土休日各2往復の運行を再開[97][98]。
  - 7月14日：平日1往復、土休日3往復の運行を再開[99][100]。
  - 8月4日：この日から同年8月20日まで、平日2往復を運休[101][102]。
  - 11月13日：平日4往復を運休[103][104]。
- 2024年（令和6年）
  - 4月1日：朝・夜の一部便において県庁市役所前バス停（宮城側）での客扱いを終了[105]。
  - 10月1日：平日1往復の運行を再開[106][107]。
- 2025年 (令和7年)
  - 4月1日：運賃改定[108][109][15]。

## 輸送人員
- 2007年度： 1,341,449人[110]
- 2006年度： 1,281,717人[110]
- 2005年度： 130万人
- 2004年度： 113万人
- 2003年度： 82.10万人[111]
- 2002年度： 76.68万人[111]
- 2001年度： 73万人
- 2000年度： 69万人
- 1999年度： 68万人
- 1998年度： 64万人
- 1997年度： 61万人
- 1996年度： 56万人
- 1995年度： 53万人

## 使用車両画像一覧

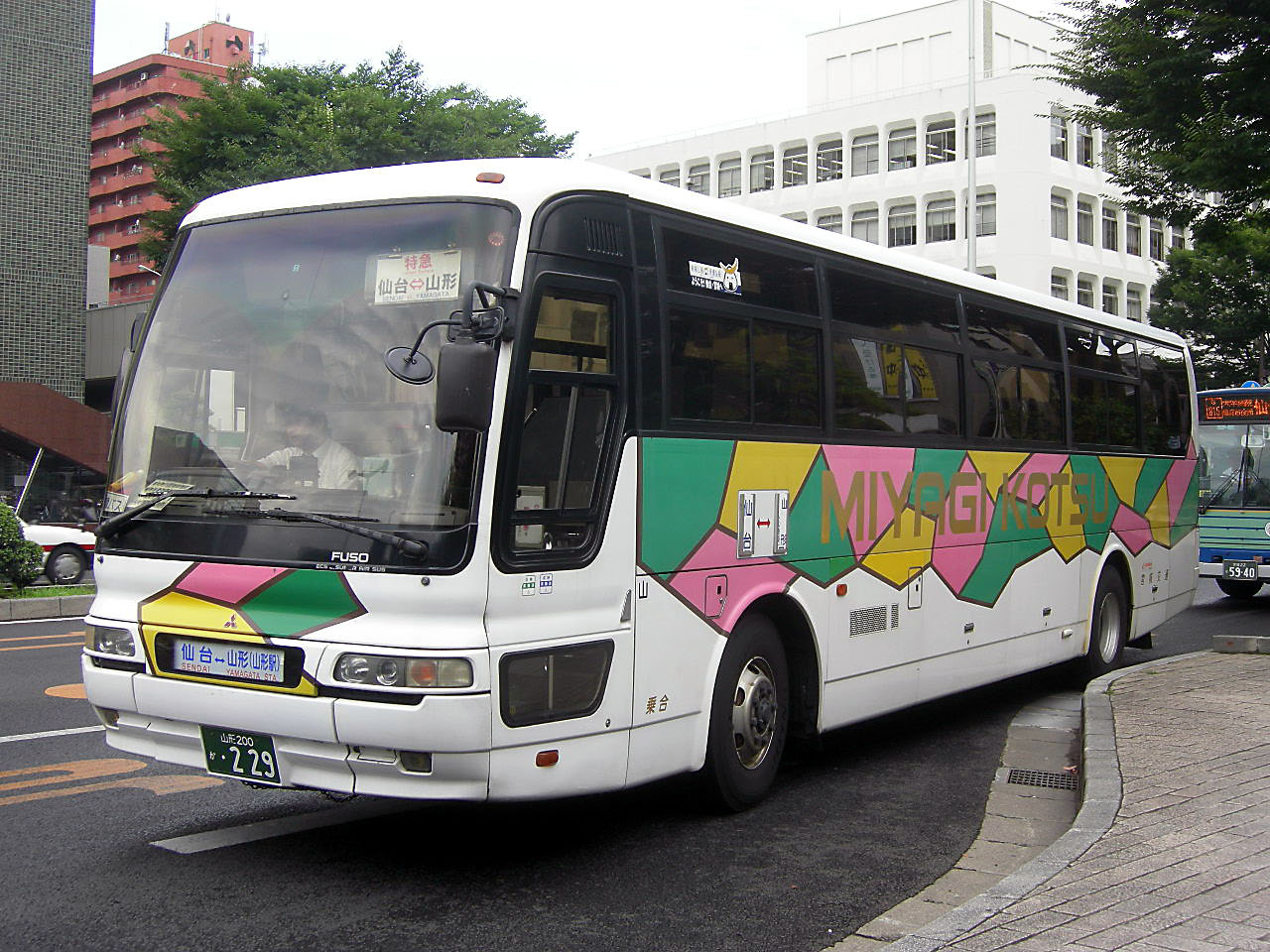
宮城交通（三菱ふそう・エアロバス）
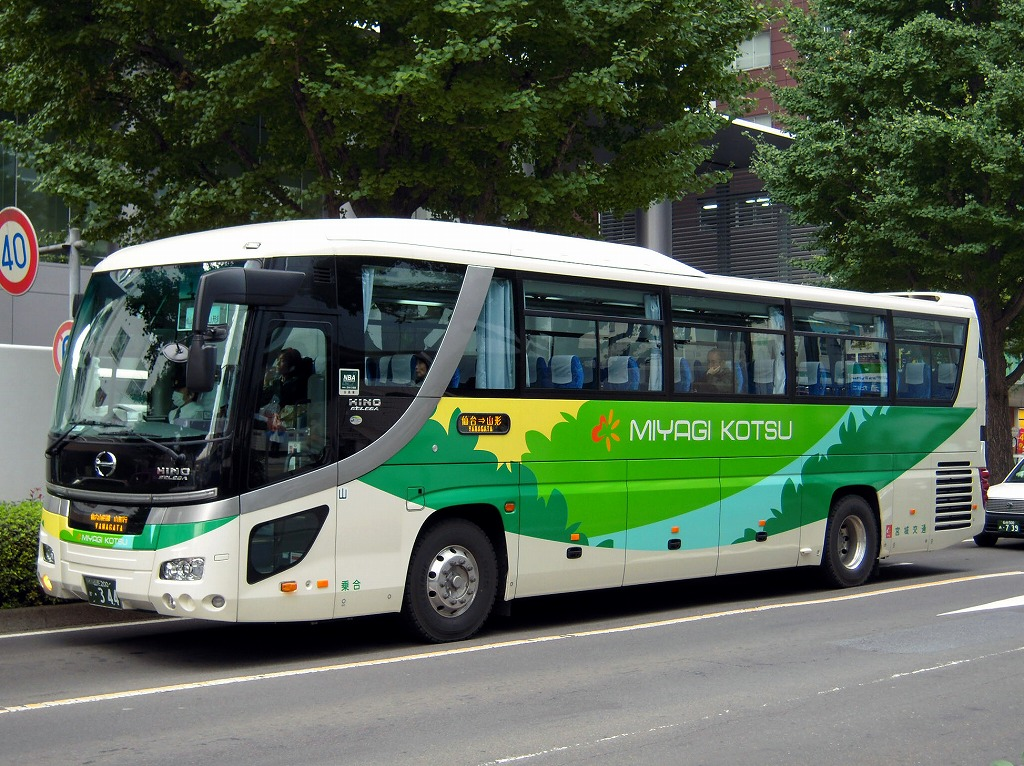
宮城交通（日野・セレガ）
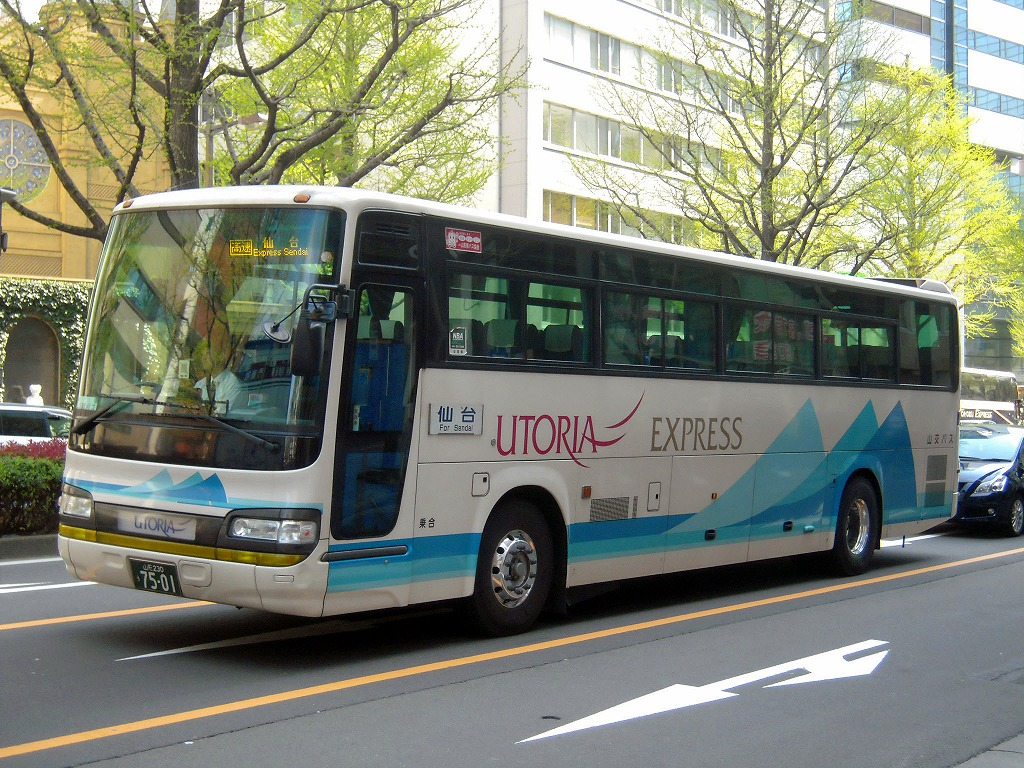
山交バス（日野・セレガR）
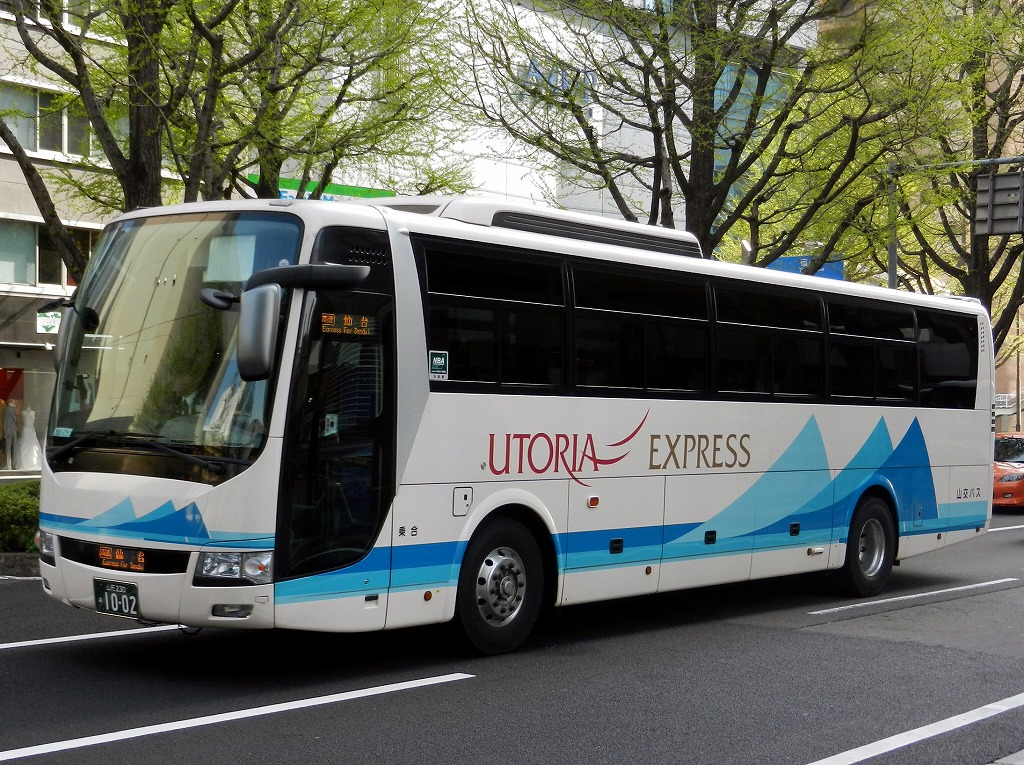
山交バス（UDトラックス・スペースアローA）